# Dendrobium scabrilingue
Espèce
Dendrobium scabrilingue est une espèce d'orchidées du genre Dendrobium originaire d'Asie.